# 灵州之战 (1002年)
灵州之战，北宋咸平五年（1002年），李继迁攻陷北宋灵州（今宁夏吴忠西北古城镇）的作战。
北宋淳化五年（994年）正月，李继迁率兵至绥州（今陕西绥德），派弟弟李继冲迁移当地居民至平夏（今陕西横山西南）。因牙将高文丕为唐朝刺史高思祥后裔，世代在绥州为官，与民众不愿迁徙，于是联合着蕃部首领苏移山海、夜母驮香等降宋朝，反击李继迁。李继迁放弃绥州败走，三月，转兵攻掠灵州诸堡，州将慕容德丰率兵迎击，李继迁再败。宋太宗派马步军都指挥使李继隆为河西兵马都部署，以尚食使尹继伦为都监，率兵进击。
至道二年（996年）三月，北宋洛宛使白守荣自环州（今甘肃环县）、庆州（今甘肃庆阳）护送四十万粮草赴灵州，在浦洛河（今宁夏吴忠南山水河）被李继迁伏击，粮草尽失。宋太宗得知大怒，命李继隆为环庆州都部署率兵进击。五月，李继迁合党项诸族，率兵万余围攻灵州，城中告急。宋朝宰相吕端请发麟府、鄜延、环庆之兵，三道出击，直捣平夏（即夏州，今陕西横山西北），以解灵州之围。七月，宋太宗亲自部署，授以诸将方略，命李继隆出环州，容州观察使丁罕出庆州，殿前都虞候范廷召出延州（今陕西延安），殿前都指挥使王超出夏州，西京作坊使张守恩出麟州（今陕西神木北）。五路进击，计划会师乌白池（今宁夏盐池境），一举消灭李继迁。八月，李继迁听说宋朝大军出塞，恐平夏有失，从灵州解围退走。宋军进军途中，李继隆改变宋太宗部署，率军由清岗峡（今甘肃环县北）直趋夏州，走了数十日没有遇到夏军，与丁罕会师还军。张守思畏惧逗留不进，只有王超、范廷召到达乌白池，与李继迁数十战，俘杀二千余。
至道三年（997年）五月，李继迁率兵围保安军（今陕西志丹），宋鄜延副都部署曹璨、巡检使张思钧率军赴援，李继迁退走。十月，李继迁率兵至灵州附近，任用叛宋投夏的军校郑美为向导，谋攻灵州。宋朝都部署杨琼率兵在合河镇（今宁夏吴忠西北，灵州川与黄河汇合处）北截击，李继迁大敗，之后又以五百骑兵袭掠灵州，再次败走。
宋真宗咸平初年，李继迁不断扩张，南攻宋边，西掠吐蕃，北击回鹘，想要进图灵州。灵州倚贺兰山，面对黄河，为宋朝西北屏障。咸平四年（1001年）九月，李继迁攻占灵州北部的怀远（今宁夏银川东）、保静（今宁夏永宁东北）、永州（今宁夏银川东南）等河西三镇,乘胜南下，攻陷灵州东南、黄河以东的清远军（今宁夏灵武东南），切断了灵州和宋朝内地的交通要道。咸平五年（1002年）乘胜包围灵州。宋朝西路行营都部署王超率兵六万赴援，李继迁断瀚海要路，使宋军不得前进。正月，宋朝西路行营都监张煦出镇戎军（今宁夏固原），自白豹城（今甘肃庆阳北）抵达柔远川（今甘肃庆阳北），击败李继迁部署的截击军队，急赴灵州，但最终被李继迁击败。三月，李继迁集兵猛攻，宋军由于粮道被断，孤军无援，灵州失陷，知州裴济战死。李继迁派遣兵士七百人至柔远川阻击宋军，被宋朝行营都监张煦和庆州监军张纶击败。李继迁攻占灵州之后，鉴于其重要的战略地位，水草丰盛，建为都城。